# Archidiocèse de Bagdad
L'archidiocèse de Bagdad (latin : Archidioecesis Bagdathensis Latinorum) est un diocèse catholique de rite latin situé dans la ville de Bagdad en Irak,. Il a juridiction sur trois paroisses de 2500 catholiques de rite latin qui vivent dans tout l'Irak. Le diocèse est immédiatement soumis au Saint-Siège et opère aux côtés de sept diocèses chaldéens, trois diocèses catholiques syriens, d’un diocèse grec-melkite et d’un diocèse catholique arménien. La cathédrale de l'archidiocèse est la cathédrale Saint-Joseph de Bagdad, à ne pas confondre avec la cathédrale catholique de rite syriaque et aussi dédiée à saint Joseph et située à Ankawa (en)au nord-est de l'Irak.

## Histoire
- 6 septembre 1632 : création du diocèse de Babylone (ou Bagdad);
- 19 août 1848 : élevé archidiocèse de Bagdad.

## Évêques puis archevêques

### Diocèse de Bagdad
Érigé: 6 septembre 1632
- Timoteo Pérez Vargas (en) OCD (6 septembre 1632 - 23 décembre 1639, démissionnaire) [3]
- Jean Duval, OCD (16 août 1638 - 10 avril 1669 décédé) [4]
- Placide-Louis du Chemin, OSB (décédé le 10 avril 1669 au 7 novembre 1682)
- François Picquet (26 avril 1683 - 26 août 1686 décédé)
- Louis-Marie Pidou de Saint-Olon, CR (24 novembre 1687 - 20 novembre 1717)
- Dominique-Marie Varlet (20 février 1719 - 25 mai 1719 supprimée)
- Emmanuel à S. Alberto (Bruno) Baillet (Ballyet), OCD (26 novembre 1742 - 4 avril 1773 décédé)
- Jean-Baptiste Miroudot Du Bourg, O. Cist. (15 avril 1776 - 13 avril 1791 supprimée)
- Georges Bock, OCD (17 avril 1804 nommé -)
- Blaise de Saint-Matthieu, OCD (27 nov. 1807 -)
- Antonio Prandi, OCD (15 mai 1813 nommé -)
- Felice Piazza, OCD (6 février 1816 nommé  -)
- Pierre-Alexandre Coupperie (décédé le 2 mai 1820 au 26 avril 1831)
- Pierre-Dominique-Marcellin Bonamie, SS. CC. (4 mai 1832 - 13 février 1835 nommé archevêque d'Izmir)
- Marie-Laurent Trioche (14 mars 1837 - 28 novembre 1887 décédé)

### Archidiocèse de Bagdad
Élevé le 19 août 1848
- Marie-Laurent Trioche (14 mars 1837 - 28 novembre 1887 décédé)
- Henri-Victor Altmayer, OP (24 novembre 1887 - 23 août 1902, démissionnaire)
- François Désiré Jean Drure, OCD (7 novembre 1902 - 27 mai 1917 décédé)
- François Berré, OP (décédé le 9 août 1921 au 4 avril 1929)
- Armand-Etienne M. Blanquet du Chayla, OCD (1er avril 1939 - 17 septembre 1964 à la retraite)
- Paul-Marie-Maurice Perrin (2 août 1965 - 16 janvier 1970 nommé archevêque titulaire de Gurza (de))
- Ernest-Marie de Jésus-Hostie Charles Albert Nyary, OCD (23 mars 1972 - 30 mai 1983 à la retraite)
- Paul Dahdah, OCD (30 mai 1983 - 30 juillet 1999 nommé vicaire apostolique de Beyrouth)
- Jean-Benjamin Sleiman, OCD (29 nov. 2000 nommé -)